# Tjerven rajon
Tjerven rajon (belarusiska: Чэрвеньскі раён) är ett distrikt i Belarus. Det är beläget i voblasten Minsk, i den centrala delen av landet, 60 km öster om huvudstaden Minsk. Distriktshuvudort är Tjerven.